# Voo Loide Aéreo Nacional 652
O Voo Lóide Aéreo Nacional 652 foi uma linha aérea operada por aviões Curtiss C-46 Commando. Na noite de 5 de setembro de 1958 a aeronave prefixo PP-LDX caiu nas proximidades do Aeroporto Presidente João Suassuna, então um pequeno aeródromo, na cidade de Campina Grande, Paraíba.
O avião havia decolado da cidade do Rio de Janeiro às 03:42 do dia 5 de setembro de 1958 e faria escalas em Vitória, Ilhéus, Salvador, Aracaju, Maceió, Recife, Natal e Campina Grande e, logo após, seguiria para seu destino final, a cidade de Fortaleza, Ceará. A bordo, estavam 40 pessoas, das quais 13 pessoas (11 passageiros e 2 tripulantes) morreram.

## Aeronave
O avião envolvido no acidente era um Curtiss C-46 Commando de prefixo PP-LDX, fabricado em 1944 com o número de série 30288.

## Acidente
Devido ao tempo chuvoso e encoberto, com a visibilidade prejudicada, foram feitas várias tentativas frustradas de pouso no então Aeródromo de Campina Grande. Na última aproximação, a aeronave estava voando abaixo do teto de aproximação se chocando contra o solo, sobre um roçado na margem esquerda da BR-230, no Bodocongó. Entre os mortos, estavam o comandante e a telegrafista do avião, um médico, um arquiteto e um gerente do Banco do Brasil. Um dos sobreviventes do acidente foi o então estudante de direito Renato Aragão.
As vítimas foram resgatadas pelo Corpo de Bombeiros e encaminhadas para o Hospital Pedro I, prontos socorros da região e Ipase, em estado grave. Sendo o local de difícil acesso, o trabalho de resgate dos bombeiros foi extremamente dificultoso. Mesmo com a operação de resgate em andamento, moradores locais aproveitaram a confusão formada, para saquear e roubar pertences dos feridos e mortos no acidente.
Atualmente no local exato do acidente, existe um oratório e uma cruz onde seus visitantes rezam e pagam promessas. O local foi batizado como "capela do avião".